# Têt
Die Têt (katalanisch Tet) ist ein Küstenfluss im Süden Frankreichs, der im Département Pyrénées-Orientales in der Region Okzitanien verläuft. Ihr Quellfluss Rec de la Grava entspringt in den Pyrenäen, an der Südwest-Flanke des Gipfels Puig de la Cometa d’Espagna (2763 m), im Gemeindegebiet von Angoustrine-Villeneuve-des-Escaldes. Die Têt entwässert generell Richtung Ost bis Nordost, anfangs durch den Regionalen Naturpark Pyrénées Catalanes, später durch die Roussillon-Ebene, und mündet nach rund 116 Kilometern im Gemeindegebiet von Canet-en-Roussillon in das Mittelmeer.

## Orte am Fluss
- Mont-Louis
- Olette
- Villefranche-de-Conflent
- Prades
- Vinça
- Ille-sur-Têt
- Millas
- Saint-Féliu-d’Avall
- Le Soler
- Perpignan
- Bompas
- Canet-en-Roussillon

## Hydrologie
Da der Fluss in den Pyrenäen entspringt, hängt seine Abflussmenge in hohem Maße vom Schneefall im Winter ab. Im Sommer ist er eher trocken, im Frühjahr und Herbst sind aber auch große Überschwemmungen möglich, wie z. B. im Oktober 1940.

## Sehenswürdigkeiten
- Dem Verlauf des Flusses folgt die meterspurige Bahnlinie Ligne de Cerdagne, auch Train jaune (Gelber Zug – wegen der gelben Triebwagen) oder Pyrenäenmetro (wegen der Stromschiene neben den Gleisen) genannt. Der Fluss liefert durch ein Staubecken im Oberlauf die elektrische Energie für die Bahn.
- Am Ufer oder in unmittelbarer Nähe der Têt liegen touristisch interessante Städte wie Villefranche-de-Conflent, Prades, Ille-sur-Têt oder Perpignan sowie die Pyrenäenklöster Saint-Michel-de-Cuxa, Saint-Martin-du-Canigou und Prieuré de Serrabone.